# Arnold Schloenbach
Karl Arnold Schloenbach (* 31. August 1817 bei Wissen; † 17. September 1866 in Coburg; auch: Karl Arnold Schlönbach oder Arnold Schlönbach) war ein deutscher Schriftsteller.

## Leben
Schloenbach wurde 1817 als Sohn eines Bergdirektors geboren. Zuerst erlernte er die Landwirtschaft und wurde 1841 als Domänenamtssekretär in Mülheim am Rhein angestellt.
1842 wechselte er zur Bühne, hatte aber als Schauspieler wenig Erfolg und widmete sich dann seit 1846 schriftstellerischen und dichterischen Tätigkeiten, zuerst in Hamburg und später in Hamburg, Dresden, Leipzig, Mannheim und Coburg.
1855 heiratete Schloenbach in Mannheim die verwitwete Schauspielerin Sophie Friederike Auguste Gerlach, geb. Schröder (1810–1874), jüngste Tochter des Baritons und Schauspielers Friedrich Wilhelm Schröder und der Sopranistin und Schauspielerin Sophie Schröder, vormals verheiratet mit dem Schauspieler und Theaterdirektor Eduard Gerlach (1804–1853).

## Werke (Auswahl)
- Das deutsche Bauernbuch, Berlin 1848.
- Der letzte König von Thüringen (Trauerspiel), Jena 1854.
- Weltseele (Dichtungen), Leipzig 1854.
- Tausend Jahre Thüringische Geschichte, 1855 Google.
- Zwölf Frauenbilder aus der Goethe-Schillerepoche, Hannover 1856.
- Aus Vergangenheit u. Gegenwart (Erzählungen), 1856.
- Geschichte, Gegenwart, Gemüt (Gedichte), 1847.
- Aus der Blumenwelt (Märchenepos), 1852.
- Die Hohenstaufen (Epos in sechs Gesängen), 1859.
- Ulrich von Hutten (Vaterl. Gedicht in 20 Liedern), 1862.
- Garibaldi (Liedersammlung), 1862.
- Was sich der Wein erzählt (Epische Dichtung), 1862.

## Briefe
- Berndt Tilp (Hrsg.): Karl August Varnhagen von Ense / Heinrich Düntzer: Briefwechsel 1842–1858. Peter Lang. Frankfurt a. M. u. a. 2002 (Forschungen zum Junghegelianismus, Bd. 7), ISBN 3-631-39894-8, Bd. 1, S. 91 ff (Brief von Karl August Varnhagen von Ense an Arnold Schloenbach, 22. Mai 1856).[5]